# Ikebukuro West Gate Park
Ikebukuro West Gate Park (池袋ウエストゲートパーク?, Ikebukuro Uesuto Gēto Pāku) è un dorama primaverile, versione televisiva realizzata dalla TBS nel 2000 in 11 puntate basata sul romanzo omonimo di Ira Ishida.
Il successo ottenuto dalla serie farà sì che ne venga tratto un manga l'anno successivo: la storia ha coinvolto per i temi spinosi trattati e riguardanti la moderna società giapponese, come la guerra tra bande di teppisti, la delinquenza minorile, la prostituzione, l'abuso di droghe, la yakuza, lo stupro e l'omicidio.
Fra il cast c'è il cantante Tomoya Nagase e future star dello spettacolo, quali Koyuki Katō e un giovanissimo Tomohisa Yamashita.

## Trama
Makoto ha 21 anni ed è stato un giovane delinquente della zona di Ikebukuro (un'area di Tokyo nota per il suo degrado) per tutti gli anni che ha frequentato il liceo; assieme a Masa, il suo migliore amico, gironzola tra il bowling ed il parco omonimo del quartiere, Ikebukuro Nishiguchi-koen (池袋西口公園?), ogni sera.
Il loro mondo però subirà una brusca volta a partire dal momento in cui Shun, Rika e Ikaru entrano repentinamente nelle loro vite, incontrati casualmente nel parco.
Poco tempo dopo Rika viene violentata ed uccisa all'interno di un love hotel, portando così l'indesiderata attenzione delle forze dell'ordine sull'Ikeburo West Gate Park a caccia dello stupratore seriale. Dopo esser stato in un primo momento sospettato, arrestato ed aver subito pestaggi in cella nel tentativo d'estorcergli una confessione forzosa, Makoto viene rilasciato.
Il ragazzo giura con se stesso di trovare il colpevole del brutale assassinio di Rika e vendicare così la giovane amica; con l'aiuto di Takashi, un vecchio compagno di scuola, e la sua banda dei G-boys, il ragazzo inizia la sua ricerca, guadagnandosi presto una reputazione per esser giunto a risolvere vari problemi inerenti al mondo della malavita interni all'Ikebukuro Park, tutto questo nella più completa costernazione delle forze di polizia ufficiali capitanate da Yokoyama.
Le cose però cominciano ad avvolgersi velocemente in una spirale che sfugge ad ogni controllo, in quanto non tutto ciò che riguarda l'Ikebukuro è ciò che sembra essere: interessi, complicità, corruzione vengono a galla facendo tremare molti.
Il titolo, oltre ad essere l'acronimo del parco cittadino, è anche un omaggio alla New Japan Pro-Wrestling, i cui titoli sono proprio sotto l'egida IWGP, acronimo che significa International Wrestling Grand Prix.

## Protagonisti
- Tomoya Nagase - Makoto Majima
- Ai Kato - Hikaru Shibusawa
- Yōsuke Kubozuka - Takashi, capo dei G-Boys
- Tomohisa Yamashita - Shun Mizuno
- Ryūta Satō - Masa
- Koyuki Katō - Kana Matsui
- Satoshi Tsumabuki - Fujio Saitou
- Aiko Morishita - Ritsuko Majima, madre di Makoto
- Ken Watanabe - Detective Yokoyama
- Sadayo Abe - Hamaguchi
- Kazuhiro Nishijima - Kyoichi Ozaki
- Sakaguchi Kenji - Yamai (soprannominato Doberman)
- Kitaro - Yoshioka
- Shin Yazawa - Chiaki

### Altri
- Mayo Kawasaki interpreta la parte di se stesso (ep. 1)
- Wakana Sakai - Nakamura Rika (ep. 1)
- Shun Oguri - Yoshikazu (ep. 2)
- Kenichi Endo - Hidaka-san (un membro della yakuza) (ep. 3, 11)
- Seminosuke Murasugi - Satou Tsukasa/Gomi-san, lo stalker (ep. 5)